# L'amore primitivo
L'amore primitivo è un film del 1964 diretto da Luigi Scattini. La pellicola mescola i tratti tipici della commedia sexy a quelli documentaristici del Mondo movie.

## Trama
Due operatori d'albergo (Franco e Ciccio) si danno da fare per assistere una bella antropologa che deve rivedere, in camera, un filmato da lei girato sulle abitudini ed usanze dei popoli del mondo. Il filmato occupa buona parte della pellicola, relegando i tre attori a circostanze di contorno.

## Produzione
Gli interni del film (le sequenze con Franchi e Ingrassia e la Mansfield) sono stati girati nel Cavalieri Hilton Hotel di Roma.

## Distribuzione
Nel 1967 è stato distribuito in Francia (L'amour primitif) e in Germania Occidentale (Primitive Liebe).